# Tiny Toon Adventures: How I Spent My Vacation
Tiny Toon Adventures: How I Spent My Vacation (titulado en España: Tiny Toon: Mis mejores vacaciones y en Hispanoamérica: Las aventuras de los Tiny Toons: Cómo pasé mis vacaciones) es una película infantil de dibujos animados estadounidense de animación y comedia de los estudios Warner Bros. Animation y Amblin Entertainment. La producción está protagonizada por los personajes principales de la serie Tiny Toon Adventures, los cuales empiezan sus vacaciones escolares. El film se divide en varios subtramas.
Steven Spielberg estuvo al cargo de la producción ejecutiva y fue escrita por varios guionistas: Paul Dini, Nicholas Hollander, Tom Ruegger y Sherri Stoner; y dirigida por ocho directores: Rich Aarons, Ken Boyer, Kent Butterworth, Barry Caldwell, Alfred Gimeno, Arthur Leonardi, Byron Vaughans y Aoyama Hiroshi. El proceso de animación fue realizado por el estudio japonés TMS Entertainment. El filme salió a la venta directamente en vídeo en formato VHS y LaserDisc el 11 de marzo de 1992. Posteriormente la producción sería emitida a través de la televisión en cuatro episodios separados de la serie.
La recepción fue un éxito en ventas siendo una de las películas de vídeo más vendidas en Estados Unidos llegando a aparecer en el top 40 de los "vídeos más vendidos en la revista Billboard. Las críticas fueron generalmente positivas, haciendo hincapié en la parodia de la cultura popular y en la sátira a varias celebridades.

## Argumento
Finaliza el curso y los Tiny Toons inician sus vacaciones. Mientras Babs (Tress MacNeille) toma el sol en el jardín, Buster (Charlie Adler) aprovecha para atormentarla con su pistola de agua hasta tal punto de que ambos provocan una grave inundación. En consecuencia, la pareja de conejos, junto con Byron Basset (Frank Welker) terminen en el "Sur Profundo", donde tendrán que vérselas con los residentes del río, los cuales pretenden comerse a Buster y a Babs.
Por otro lado, Plucky (Joe Alaskey) se une con Hampton J. Pig (Don Messick) y su familia para iniciar un viaje por carretera hacia el parque de atracciones: HappyWorldLand. Sin embargo, el trayecto resulta ser una pesadilla para el ánade a causa del comportamiento extraño de los padres de su amigo, los cuales no dudan en recoger a un homicida psicópata al que confunden con un autoestopista (Rob Paulsen). Finalmente llegan hasta su destino, sin embargo, para pesar de Plucky, puesto que deciden volver a casa sin subirse a ninguna atracción salvo al monorrail con el que visitan el parque.
En la tercera subtrama coinciden varios personajes: Después de haber perdido a "su" gato: Furrball, una alicaída Elmyra (Cree Summer) visita con sus padres un parque zoológico, lo cual significa una "tortura" para los animales. Fifi La Fume (Kath Soucie) por su parte quiere conocer en persona al actor: Johnny Pew (Rob Paulsen), el cual se muestra desconsiderado con su fan en todo momento hasta el punto de ningunearla cuando le quita de sus manos una foto que le prometió firmar para dárselo a otra mofeta con la que flirtea. Finalmente y harta de su arrogancia le propina tal patada que sale disparado a la calle con mala fortuna para él, puesto que se cruza con Elmyra, quien decide adoptarlo como su nuevo "gatito". La escena tiene lugar en una sala de cines donde ambos (Fifi y Johnny) coinciden con Fowlmouth y Shirley the Loon (Rob Paulsen y Gail Matthius), sin embargo este primero acaba expulsado por los propios actores de la película que fueron a ver por no parar de hablar.
Volviendo a la primera subtrama, Buster y Babs deciden huir de sus depredadores con la ayuda de Byron y una zarigüeya de la zona. Los cuatro consiguen escapar, pero se cruzan con el convicto mencionado en la trama de Plucky y el cual también trata de matarles. No obstante, consiguen huir después de una trepidante persecución a través de una mina donde este cae por un precipicio, mientras Buster y Babs regresan a su lugar de origen aprovechando una "incongruencia de los animadores" para preparar el regreso de los personajes al nuevo semestre.

## Reparto
| Personajes       | Actor de voz original (Estados Unidos) | Actor de doblaje (Hispanoamérica y España) |
| ---------------- | -------------------------------------- | ------------------------------------------ |
| Buster Bunny     | Charlie Adler                          | Marcelo Rodríguez                          |
| Babsy Bunny      | Tress MacNeille                        | Elena Prieto                               |
| Bugs Bunny       | Jeff Bergman                           | Rafael Monsalve                            |
| Pato Plucky      | Joe Alaskey                            | Juan Carlos Vázquez                        |
| Elvira Duff      | Cree Summer                            | Giset Blanco                               |
| Hampton Cerdito  | Don Messick                            | José Gómez                                 |
| Johnny Pew       | Rob Paulsen                            | Sócrates Serrano                           |
| Fifi Le Fume     | Kath Soucie                            | Carmen Olarte                              |
| Bimbette Skunk   | Kath Soucie                            | ???                                        |
| Mary Melody      | Cree Summer                            | Annabella Nuñez                            |
| Sr. Homicida     | Rob Paulsen                            | Luis Pérez Pons                            |
| Dizzy            | Maurice LaMarche                       | Carmelo Fernández                          |
| Gogo Dodo        | Frank Welker                           | Frank Carreño                              |
| Shirley the Loon | Gail Matthius                          | María Teresa Hernández                     |
| Banjo Possum     | Rob Paulsen                            | Orlando Noguera                            |

## Producción
En 1990, Bugs Bunny Magazine afirmó que Warner Bros. estuvieron planeando el lanzamiento del film, cuyos planes empezaron desde antes del estreno de la serie. La productora discutió con Spielberg la posibilidad de estrenarla en los cines, sin embargo, el cineasta insistió en que fuese directamente en vídeo, puesto que al ser una producción animada familiar, la gente suele reproducirlo con bastante frecuencia. En una entrevista concedida a Los Angeles Times, Jean MacCurdy, productor ejecutivo a cargo de la producción, no especificó el presupuesto, aunque admitió que fue más costoso que la creación de los episodios regulares. De acuerdo con la Television Cartoon Shows: an Illustrated Encyclopedia de Hal Erickson, el gasto medio de los episodios es de aproximadamente 350.000 dólares.

## Temática
Una de las características de la producción es la parodia tanto cinematográfica como la de la cultura popular y las celebridades. Videos for Kids hace hincapié en la sátira hacia la cultura y la juventud californiana con los "cameos" de Roseanne Barr, Johnny Carson, Arsenio Hall, David Letterman, Jay Leno, Oprah Winfrey y Sylvester Stallone. También cabe destacar las menciones a otros personajes y series animadas: Superman, Los Simpson, Tortugas Ninja, ¿Quién engañó a Roger Rabbit?, The Ren & Stimpy Show, Beavis y Butthead y La Sirenita al igual que Deliverance.
Otras burlas a destacar son la recreación de los viajes "tediosos" por carretera en épocas estivales tal como se pudo explotar en National Lampoon's Vacation y clásicos del cine de terror como la franquicia de Viernes 13 cuyo personaje principal: Jason Voorhees, es representado como el autoestopista/psicópata.
La producción también referencia varias empresas como THX y su conocida sintonía y parques temáticos como Disneyland, el cual es representado bajo el nombre de "HappyWorldLand".

## Estreno y distribución
How I Spent My Vacation salió a la venta el 11 de marzo de 1992 en formato VHS y LaserDisc. MacCurdy declaró que eligieron la fecha para aprovechar el mercado estival de Pascua. Ante la gran demanda, Warner Bros. encargo cerca de un millón de unidades, cifra definida como "récord" por Los Angeles Times.
Fue a su vez, el primer largometraje animado directo-en vídeo de Estados Unidos. Por aquel entonces, dicho concepto era ajeno a los consumidores, los cuales pensaron que se trataba de una colección de episodios de la serie.
Posteriormente sería visionada el 5 de septiembre de 1993 en Fox Kids como cuatro episodios (del 97 al 100). A partir de 2008, Warner Bros. decidió publicar la edición DVD de las temporadas de Tiny Toon salvo la película, la cual salió a la venta en 2012.

## Recepción
Las críticas por parte de los medios críticos abarcan desde las reseñas dispares a las positivas. El portal VideoHound's Golden Movie Retriever puntuó el film con tres "huesos" de un total de cuatro. En su reseña destaca las parodias y añadió que "incluso los adultos pueden entretenerse al igual que sus hijos por su humor y dinamismo". El crítico Leonard Maltin, con una puntuación de dos estrellas y media de un total de cinco fue más dispar al afirmar que la película fue "episódico" aunque alabó el reparto, los temas musicales y los "momentos graciosos". Desde TV Guide la definieron como "flagrante" por los múltiples chistes. En el libro: Videos for Kids: The Essential, Indispensable Parent's Guide to Children's Movies se valoró positivamente el "humor medianamente serio de los Tiny Toon y la caracterización de los famosos, sin embargo aparece un aviso para los padres a causa de que el humor puede no ser apropiado para los niños más jóvenes. Dennis Hunt de Los Angeles Times declaró que: el formato de directo-en-vídeo fue "inusual", en cuanto a las escenas, valoró las sátiras hacia Walt Disney World. Desde su lanzamiento, ha aparecido en el top 20 de las "películas animadas estadounidenses en vídeo" por la Animated Movie Guide.
Otros medios en cambio se mostraron más críticos. Steve Daly de Entertainment Weekly finalizó su reseña con un "suficiente bajo" y afirmó que: "aún siendo mejor que otros programas televisivos, no deja de ser otro producto infantil de Looney Tunes para sacar tajada". Sobre los personajes, añadió: "eran inmaduros y avanzaban rápidamente sin gracia alguna". Video Watchdog en 1992 definió el film como "una mezcla donde se sacrifica un argumento cohesionado en pro de varios personajes protagonistas de cuatro tramas a la vez".